# Hypena pulverulenta
Hypena pulverulenta är en fjärilsart som beskrevs av Alfred Ernest Wileman 1911. Hypena pulverulenta ingår i släktet Hypena och familjen nattflyn. Inga underarter finns listade i Catalogue of Life.